# St. Nikolaus (Wiązów)
Die St.-Nikolaus-Kirche (polnisch Kościół św. Mikołaja) ist eine römisch-katholische Kirche in der schlesischen Stadt Wiązów (deutsch Wansen). Das Gotteshaus liegt im Westen des alten Ortskerns an der ul. Księdza Jana Kucego. Die Kirche ist die Pfarrkirche der Pfarrei St. Nikolaus (św. Mikołaja) in Wiązów.

## Geschichte
In einer Urkunde Bischof Thomas von Breslau von 1285 erscheint erstmals ein Pfarrer Friedrich in Wansen als Zeuge. Die eigentliche Erwähnung der Pfarrkirche fällt auf das Jahr 1483. Das Gotteshaus dürfte jedoch schon bei der Stadterhebung von 1250 bestanden haben. Vor 1483 trug die Kirche das Patrozinium Heilig Kreuz. Der heutige Bau stammt aus der zweiten Hälfte des 15. Jahrhunderts. Anfang des 18. Jahrhunderts wurde die Kirche im Stil des Barocks umgebaut. Nach Entwürfen des Architekten Oskar Hossfeld wurde die Kirche zwischen 1914 und 1917 im neobarocken Stil umgestaltet. Zwischen 1955 und 1962 wurde der Kirchenbau saniert. Seit 1966 steht der Kirchenbau unter Denkmalschutz.

## Architektur
Die Saalkirche besitzt ein fünfjochiges Langhaus mit Querhaus und Strebepfeilern. Die hölzerne böhmische Kappe entstand während der Umgestaltung in den 1910er Jahren. An der Westseite besitzt die Kirche einen Glockenturm auf quadratischem Grundriss mit einem Zeltdach. Im östlichen Bereich wird das Dach durch einen oktogonalen Dachreiter mit Zwiebelhaube und Laterne bekrönt.
Die Inneneinrichtung und das Westportal wurden im Stil des Neobarocks gehalten. Ein Teil der Innenausstattung stammt aus dem Ende des 18. Jahrhunderts, darunter der spätbarocke Hauptaltar mit einem Gemälde der heiligen Nikolaus und Florian. Das Taufbecken wurde 1701 geschaffen. Der Kreuzweg stammt von J. Langer aus dem Jahr 1901.